# Hypocreomycetidae
Hypocreomycetidae O.E. Erikss. & Winka – podklasa grzybów z klasy Sordariomycetes.

## Systematyka
Według aktualizowanej klasyfikacji Index Fungorum bazującej na Dictionary of the Fungi do podklasy Hypocreomycetidae należą:
- rząd Cancellidiales K.D. Hyde & Hongsanan 2021
- rząd Coronophorales Nannf. 1932
- rząd Falcocladiales R.H. Perera, Maharachch., Somrith., Suetrong & K.D. Hyde 2015
- rząd Fuscosporellales Jing Yang, Bhat & K.D. Hyde 2016
- rząd Glomerellales Chadef. ex Réblová, W. Gams & Seifert 2011
- rząd Halosphaeriales Kohlm. 1986
- rząd Hypocreales Lindau 1897
- rząd Melanosporales N. Zhang & M. Blackw. 2007
- rząd Microascales Luttr. ex Benny & R.K. Benj. 1980
- rząd Pleurotheciales Réblová & Seifert 2015
- rząd Torpedosporales E.B.G. Jones, Abdel-Wahab & K.L. Pang 2015
- rząd Incertae sedis
  - rodzina Ascocodinaceae D.F. Bao, K.D. Hyde & Z.L. Luo 2023
  - rodzina Campylosporaceae D.F. Bao, K.D. Hyde & Z.L. Luo 2023
  - rodzina Etheirophoraceae Rungjind., Somrith. & Suetrong 2014
  - rodzina Juncigenaceae E.B.G. Jones, Abdel-Wahab & K.L. Pang 2014
  - rodzina Incertae sedis[2].